# Салта (провинција)
Салта (шп. Salta) је аргентинска провинција смештена на северозападу те земље. Према истоку се граничи са провинцијама Формоса и Чако, према југу са провинцијама Сантијаго дел Естеро, Тукуман и Катамарака, према северу са провинцијом Хухуј, према западу се граничи са Чилеом, према северу са Боливијом према североистоку са Парагвајем.